# Harald Sommer (Maler)

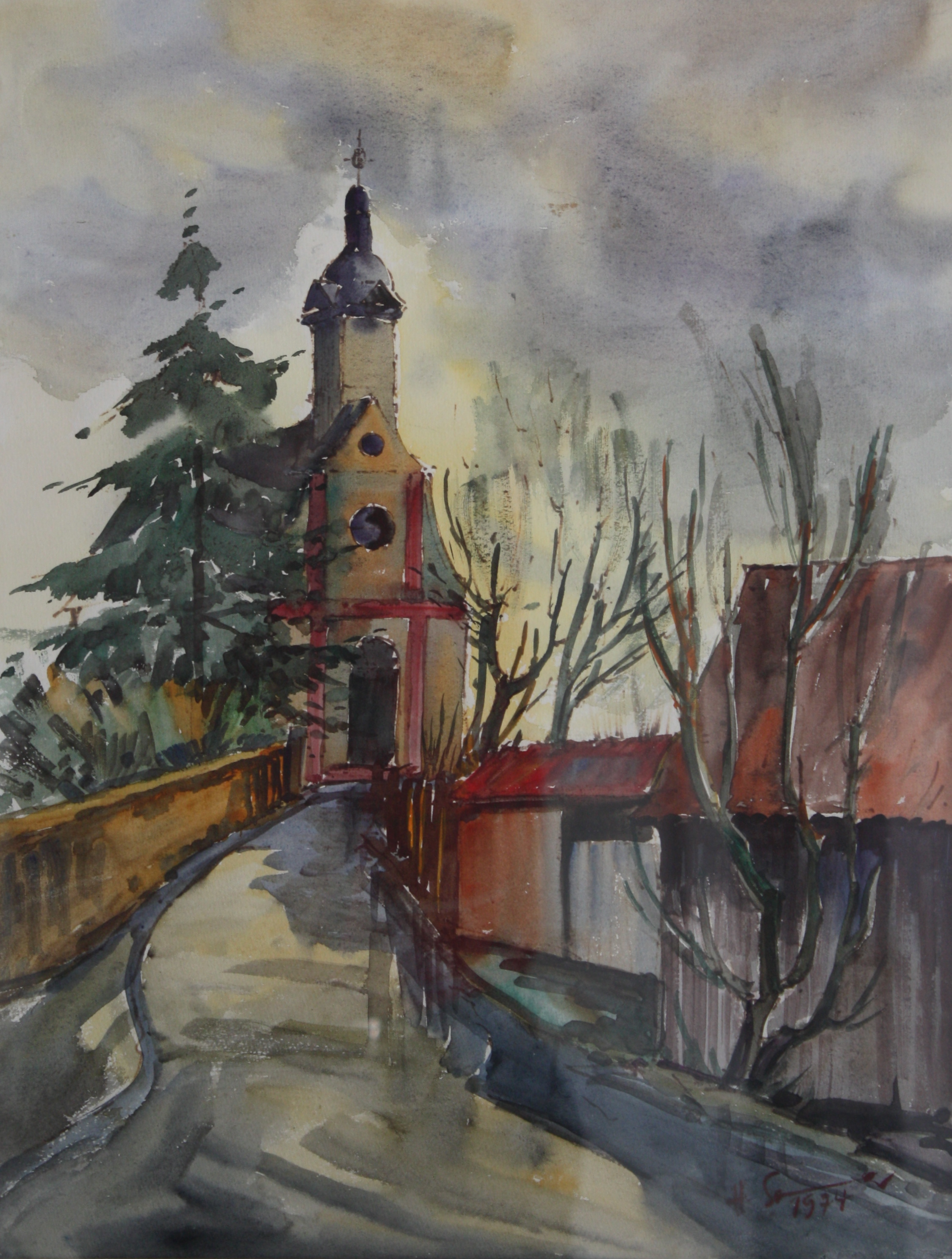
Neuenhainer Kirche, ein Werk von Harald Sommer aus dem Jahr 1974

Harald Sommer (* 16. April 1930 in Ahorn; † 30. Januar 2010 in Bad Soden am Taunus) war ein deutscher Maler, Porzellanmaler und Kopist.

## Leben und Beruf
Mit vierzehn Jahren begann Sommer eine Ausbildung zum Porzellanmaler. Nach erfolgreichem Abschluss wurde er als 17-Jähriger von der Berufsgruppe „Bildende Kunst“ als freischaffender Künstler anerkannt. Harald Sommer machte 1957 seinen Meister im Glas- und Porzellanmalerhandwerk, 1961 bestand er die Industriemeister-Prüfung in der Fachklasse Keramik. 1966 übernahm Sommer die Dekor-Abteilung der Wächtersbacher Keramik. 1972 wurde er zum Technischen Direktor der wiedergegründeten Höchster Porzellanmanufaktur berufen.
In seinem Künstlerleben schuf er Gemälde von verschneiten Taunuslandschaften und von satt blühenden Sommerwiesen. Sommer hielt das Hundertwasserhaus in Bad Soden, die Neuenhainer Kirche und die Sodenia am Brunnen im Quellenpark. Er porträtierte Sodener Bürger, kopierte alte Meister und restaurierte Gemälde. Weit mehr als 1000 Arbeiten hat der gebürtige Franke geschaffen. Sie sind über die ganze Welt verstreut, finden sich in den USA, Großbritannien, Spanien und Italien.

## Ausstellung russischer Künstler
Im Oktober 1991, kurz nachdem der Eiserne Vorhang gefallen war, realisierte er eine Ausstellung der Arbeiten von 23 zeitgenössischen russischen Künstlern in Bad Soden am Taunus. Hierzu flog er auf eigene Kosten nach Moskau, um die Präsentation mit 143 Exponaten vorzubereiten. Es sollte eine Huldigung an die historisch gewachsene Verbindung zwischen Russland und Soden in der Blütezeit des Kurbades sein.